# Srebrenica
Srebrenica (in cirillico serbo Сребреница; IPA: [srêbrenit͡sa]) è una città e un comune situato nella Bosnia ed Erzegovina orientale e appartenente all'entità della Repubblica Serba di Bosnia ed Erzegovina (Republika Srpska) con 15 242 abitanti al censimento 2013.
Srebrenica si trova in una zona montuosa e il nome della città significa "miniera d'argento" (in lingua serbocroata "srebro" significa "argento"), dall'antico nome latino "Argentaria".
Prima del 1992 erano attivi in città una fabbrica metallurgica, uno stabilimento termale che richiamava turisti da tutta l'ex Jugoslavia, mentre nelle vicinanze erano operanti miniere di zinco, piombo e oro. Oggi le principali attività economiche sono l'estrazione di salgemma e gli stabilimenti termali.
Verso la fine della guerra in Bosnia-Erzegovina, nel luglio 1995, Srebrenica è stato teatro del primo genocidio europeo dalla fine della seconda guerra mondiale che fu il peggiore massacro di civili bosniaci da parte delle truppe paramilitari serbo-bosniache di Ratko Mladić. Nonostante ciò, l'accordo di Dayton ha lasciato Srebrenica nel territorio della Republika Srpska.
Il 24 marzo 2007, l'assemblea municipale di Srebrenica approvò una risoluzione che richiedeva l'indipendenza dalla Republika Srpska; i membri serbi dell'assemblea non votarono la risoluzione.

## Società

### Evoluzione demografica
Nel 2005 erano presenti circa 4 000 bosgnacchi nel comune, circa un terzo della popolazione.
Comune
| Anno di censimento | Totale | Bosgnacchi      | Serbi           | Croati      | Jugoslavi   | Altri       |
| ------------------ | ------ | --------------- | --------------- | ----------- | ----------- | ----------- |
| 1991               | 36 666 | 27 572 (75,19%) | 8 315 (22,67%)  | 38 (0,10%)  | 380 (1,03%) | 361 (0,98%) |
| 1981               | 36.292 | 24.930 (68,69%) | 10.294 (28,36%) | 80 (0,22%)  | 602 (1,65%) | 386 (1,06%) |
| 1971               | 33.357 | 20.968 (62,85%) | 11.918 (35,72%) | 109 (0,32%) | 121 (0,36%) | 241 (0,72%) |

Città di Srebrenica
| Anno di censimento | Totale | Bosgnacchi     | Serbi          | Croati     | Jugoslavi   | Altri      |
| ------------------ | ------ | -------------- | -------------- | ---------- | ----------- | ---------- |
| 1991               | 5 746  | 3 673 (63,92%) | 1 632 (28,40%) | 34 (0,59%) | 328 (5,70%) | 79 (1,37%) |

## Comunità locali
Il comune (општина/opština) è ulteriormente suddiviso nei seguenti villaggi o comunità locali (мјесне заједнице/mjesne zajednice):

- Brežani (Брежани)
- Crvica (Црвица)
- Gostilj (Гостиљ)
- Kostolomci (Костоломци)
- Krnići (Крнићи)
- Luka (Лука)
- Orahovica (Ораховица)
- Osatica (Осатица)
- Podravanje (Подравање)
- Potočari (Поточари)
- Radoševići (Радошевићи)
- Ratkovići (Ратковићи)
- Sase (Сасе)
- Skelani (Скелани)
- Skenderovići (Скендеровићи)
- Srebrenica (Сребреница)
- Sućeska (Сућеска)
- Toplica (Топлица)
- Vijogor (Виjогор)

## Genocidio di Srebrenica
Nel corso della guerra in Bosnia (1992-1995) la città era una enclave bosniaca circondata da territori abitati da serbi bosniaci, e costituiva un'"area di sicurezza" controllata dalla Forza di protezione delle Nazioni Unite (UNPROFOR). L'11 luglio 1995 Srebrenica venne occupata e le truppe serbo-bosniache deportarono la popolazione e compirono il genocidio di Srebrenica, in cui furono trucidati circa ottomila uomini e ragazzi bosniaci musulmani. I caschi blu olandesi presenti, appartenenti al contingente UNPROFOR, non poterono intervenire per prevenire lo sterminio, a causa del fatto che le Risoluzioni del Consiglio di Sicurezza dell'ONU fino a quel momento votate, non davano alla Forza mezzi ed autorizzazione per agire.
I caschi blu olandesi hanno ricevuto dal ministro della difesa olandese (con l'appoggio della Commissione europea) la medaglia d'onore per il coraggio mostrato a Srebrenica..  Recentemente tuttavia, una corte olandese ha giudicato le truppe olandesi ONU corresponsabili di quanto accaduto a Srebrenica ed accordato alle famiglie delle vittime risarcimenti economici..
Il massacro di Srebrenica è anche conosciuto come "genocidio di Srebrenica", in quanto è stato considerato tale dal Tribunale penale internazionale per l'ex-Jugoslavia il 19 aprile 2004, nel giudizio sul caso Krstić. Tale giudizio è stato seguito dall'ammissione e le scuse per il massacro da parte del governo della Republika Srpska.
Il Memoriale di Potočari, che commemora il Genocidio di Srebrenica, è stato inaugurato nel 2003 dall'ex Presidente degli Stati Uniti Bill Clinton.
Il 23 maggio 2024 l'assemblea generale dell'ONU ha approvato la risoluzione sostenuta da Germania e Ruanda per commemorare il genocidio di Srebrenica. L'11 luglio è stata scelta come Giornata internazionale di riflessione e commemorazione del genocidio di Srebrenica avvenuto nel 1995, durante la guerra in Bosnia-Erzegovina.

## Galleria d'immagini

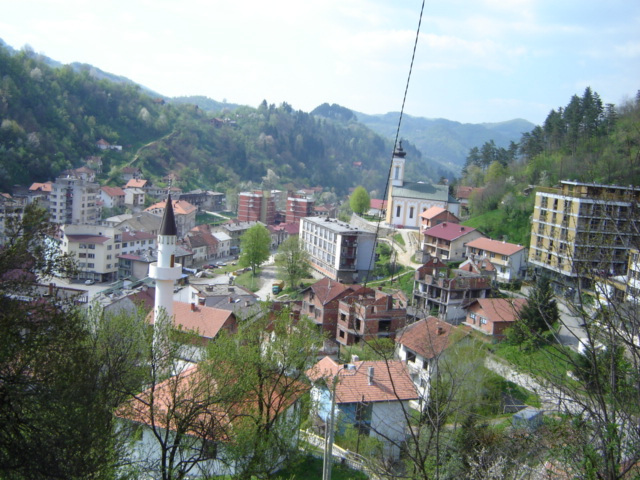
Panorama di Srebrenica
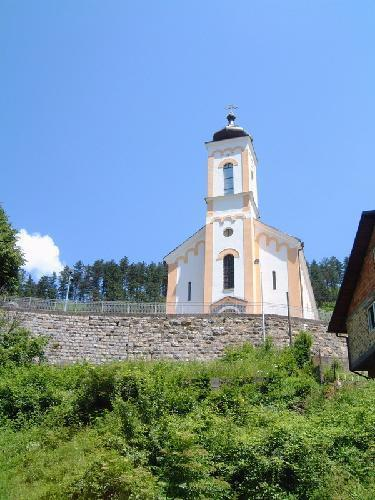
La chiesa ortodossa, ricostruita dopo il 1996
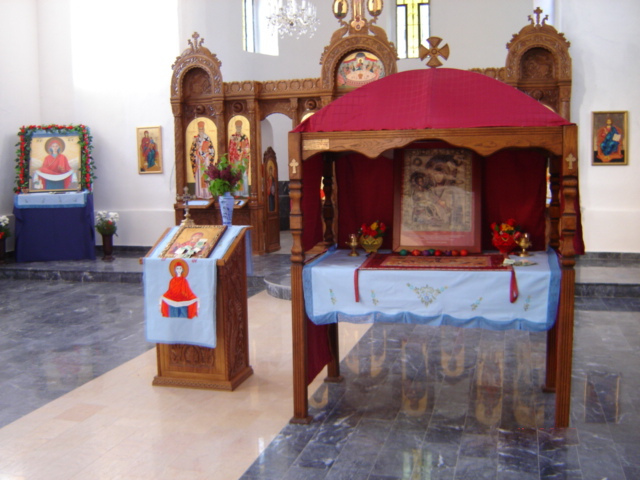
Interno della chiesa ortodossa
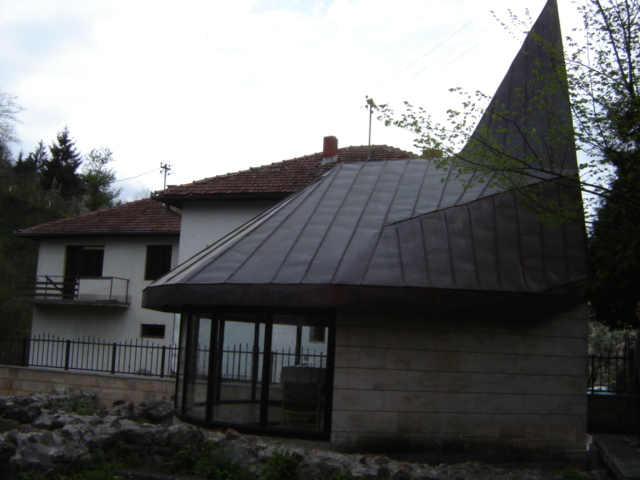
La cappella francescana
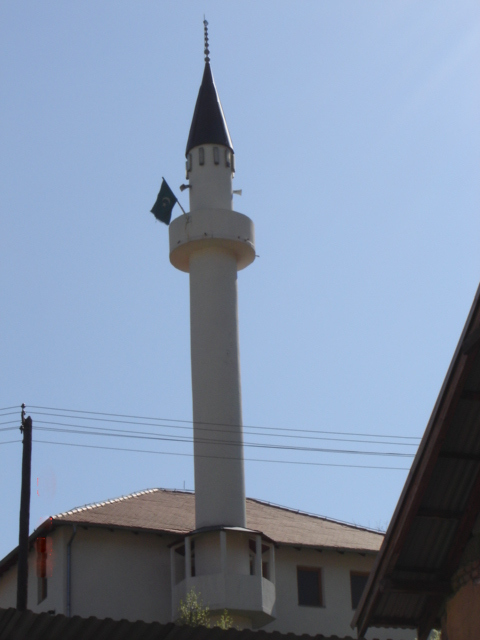
La moschea, ricostruita con fondi malesi
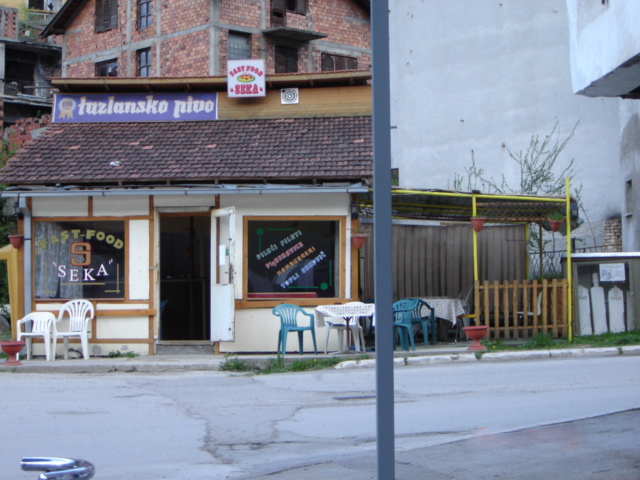
Fast Food Seka, sul luogo di una piccola moschea distrutta durante la guerra (pietre tombali sulla destra)
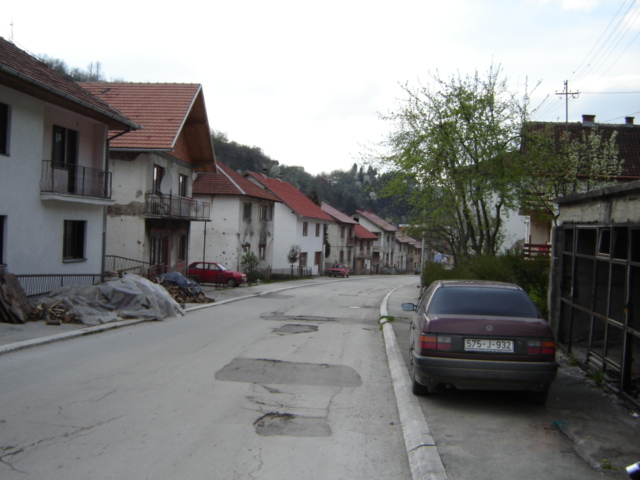
La strada principale verso ovest nel 2005
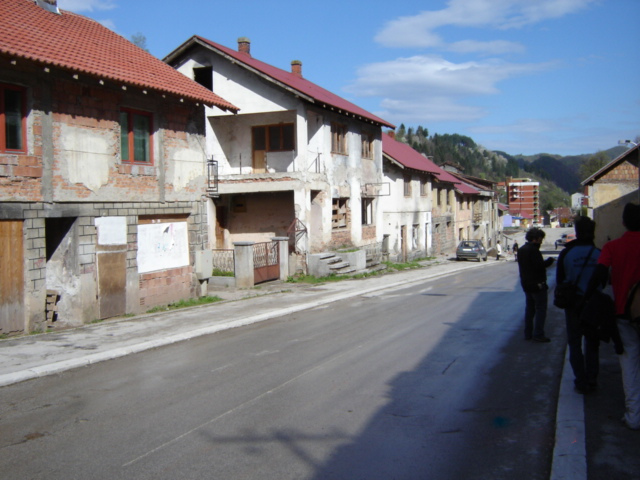
La strada principale da ovest verso il centro nel 2005
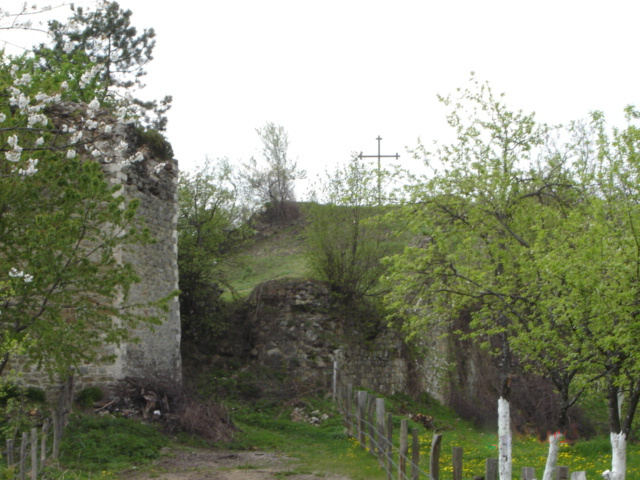
La città vecchia (Stari Grad)
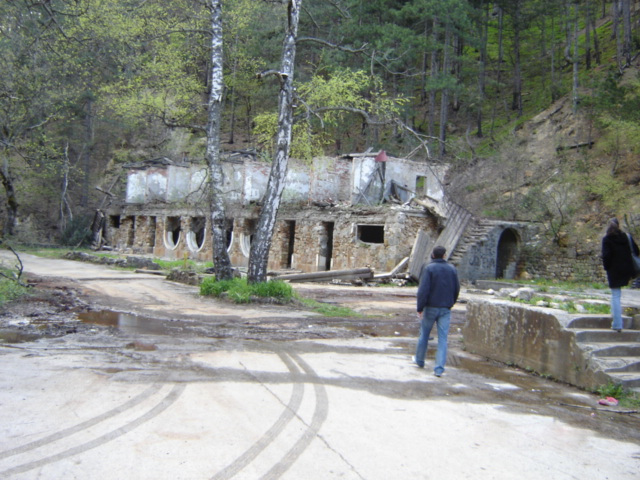
Rovine del centro termale del Monte Guber
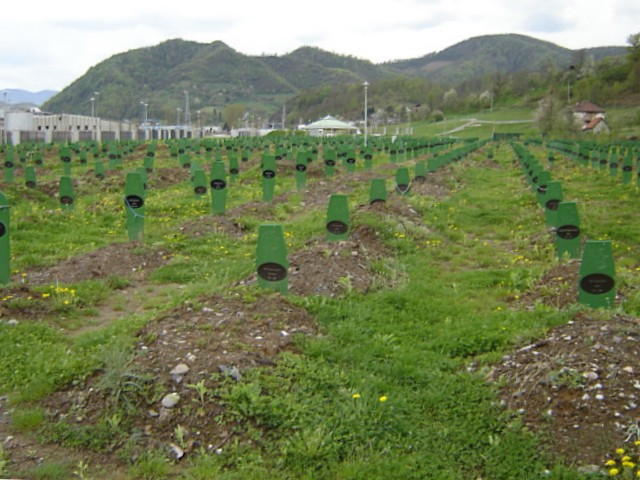
Memoriale di Potočari